# Бриджвотер (Вірджинія)
Бриджвотер (англ. Bridgewater) — місто (англ. town) в США, в окрузі Рокінгем штату Вірджинія. Населення — 6596 осіб (2020).

## Географія
Бриджвотер розташований за координатами 38°23′19″ пн. ш. 78°57′52″ зх. д. / 38.38861° пн. ш. 78.96444° зх. д. (38.388573, -78.964407).  За даними Бюро перепису населення США в 2010 році місто мало площу 6,58 км², з яких 6,56 км² — суходіл та 0,02 км² — водойми.

## Демографія
Згідно з переписом 2010 року, у місті мешкали 5644 особи в 1995 домогосподарствах у складі 1278 родин. Густота населення становила 857 осіб/км².  Було 2120 помешкань (322/км²).
Расовий склад населення:
| - 92,2 % — білих - 2,4 % — чорних або афроамериканців - 0,5 % — азіатів - 0,3 % — корінних американців - 2,7 % — осіб інших рас |

До двох чи більше рас належало 1,9 %. Частка іспаномовних становила 4,9 % від усіх жителів.
За віковим діапазоном населення розподілялося таким чином: 17,2 % — особи молодші 18 років, 63,0 % — особи у віці 18—64 років, 19,8 % — особи у віці 65 років та старші. Медіана віку мешканця становила 35,2 року. На 100 осіб жіночої статі у місті припадало 78,9 чоловіків;  на 100 жінок у віці від 18 років та старших — 75,5 чоловіків також старших 18 років.
Середній дохід на одне домашнє господарство  становив 69 331 долар США (медіана — 55 205), а середній дохід на одну сім'ю — 82 466 доларів (медіана — 62 483). Медіана доходів становила 43 533 долари для чоловіків та 36 919 доларів для жінок. За межею бідності перебувало 5,4 % осіб, у тому числі 6,7 % дітей у віці до 18 років та 3,8 % осіб у віці 65 років та старших.
Цивільне працевлаштоване населення становило 2684 особи. Основні галузі зайнятості: освіта, охорона здоров'я та соціальна допомога — 36,4 %, роздрібна торгівля — 13,7 %, виробництво — 12,7 %, мистецтво, розваги та відпочинок — 12,7 %.